# 390
Римська імперія розділена на частини, де правлять Феодосій I та Валентиніан II. У Китаї правління династії Цзінь. В Індії правління імперії Гуптів. У Японії триває період Ямато. У Персії править династія Сассанідів.
На території лісостепової України Черняхівська культура. У Північному Причорномор'ї готи й сармати. Історики VI століття згадують плем'я антів, що мешкало на території сучасної України приблизно з  IV сторіччя. З'явилися гуни, підкорили остготів та аланів й приєднали їх до себе.

## Події
- Масова різня у Фессалоніках. У місті виник бунт, вбили військового командувача Іліріки. За наказом імператора війська вбили понад 7 тисяч бунтівників.
- Амвросій Медіоланський повертається в Медіолан і відмовляється служити літургію, доки імператор Феодосій не покається за різню. Імператор публічно покаявся.
- Візіготи та гуни під проводом Аларіха вторглися в Фракію. Стіліхон, римський полководець вандальського походження, збирає війська, щоб дати відсіч.

## Народились
- Бледа, король гунів.